# Intendente de la región de Coquimbo
El Intendente de la Región de Coquimbo  fue la autoridad en que residía el gobierno interior, era una autoridad designada por el presidente de la República para ejercer el gobierno de la Región de Coquimbo, Chile, como su representante natural e inmediato en dicho territorio. Además participaba en la administración de la región, como órgano que integraba  el Gobierno Regional de Coquimbo.

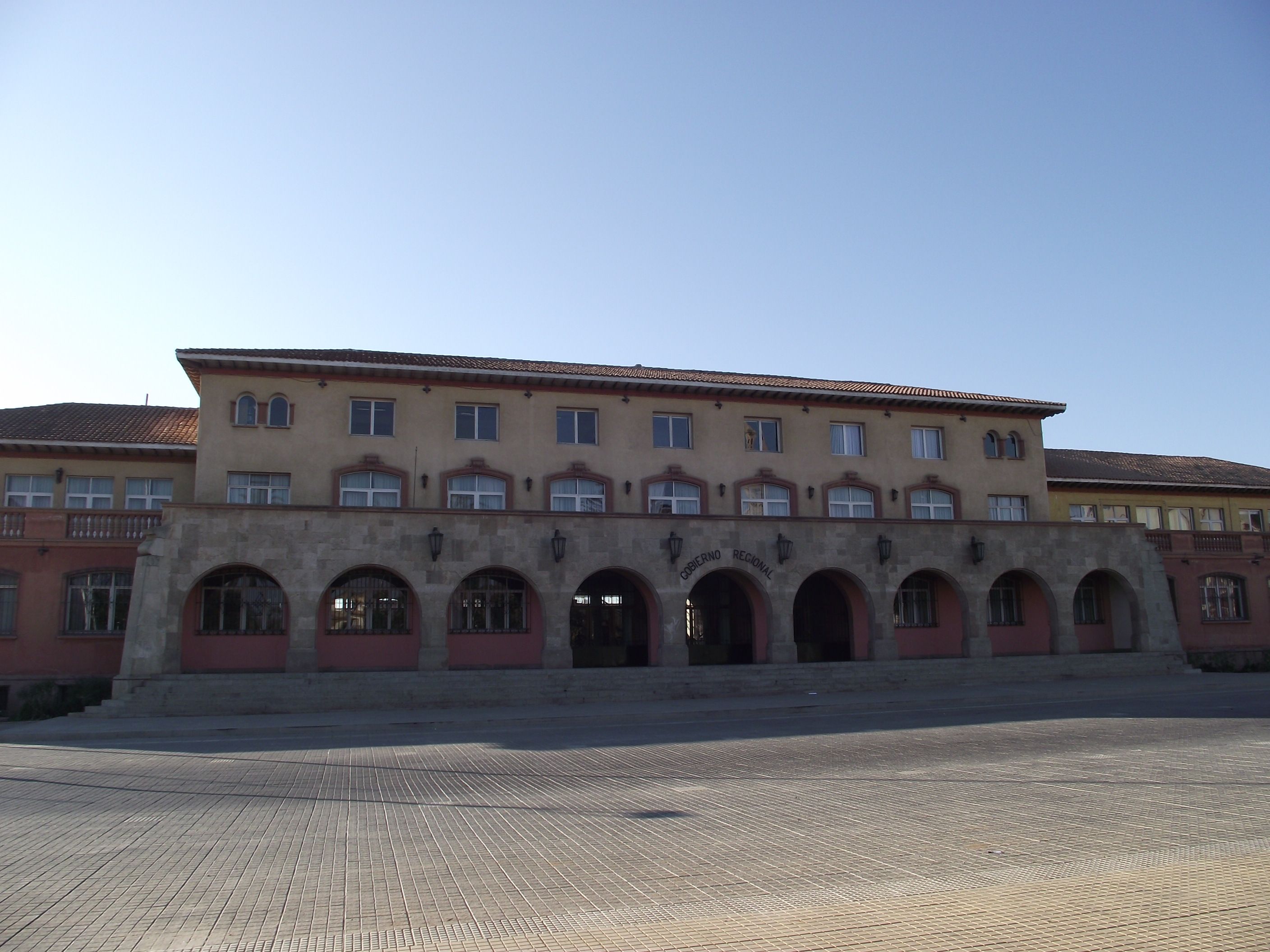
Edificio de la Intendencia de Coquimbo, sede de trabajo

Sus funciones fueron dividas entre los actuales cargos de Gobernador Regional de Coquimbo y el de Delegado Presidencial Regional de Coquimbo

## Antecedentes
El antecesor directo del cargo de intendente regional de Coquimbo es la figura del Intendente de la Provincia de Coquimbo. Durante el proceso de regionalización iniciado en 1975, la antigua provincia de Coquimbo fue transformada en la actual Región de Coquimbo.
Una reforma constitucional del año 2017 dispuso la elección popular del órgano ejecutivo del gobierno regional, creando el cargo de gobernador regional y estableciendo una delegación presidencial regional, a cargo de un delegado presidencial regional, el cual representa al poder ejecutivo y supervisa las regiones en conjunto a los delegados presidenciales provinciales. Tras las primeras elecciones regionales en 2021, y desde que asumieron sus funciones los gobernadores regionales y delegados presidenciales regionales, el 14 de julio de 2021, el cargo de intendente desapareció en dicha fecha mencionada, siendo Pablo Herman Herrera su  último titular.

## Intendentes de la Región de Coquimbo (1974-2021)
| Intendente/a               | Partido                 | Partido | Período                                        | Presidente/a  | Presidente/a            |
| -------------------------- | ----------------------- | ------- | ---------------------------------------------- | ------------- | ----------------------- |
| Manuel Barros Recabarren   |                         | Ind.    | 1974 - 1977                                    |               | Augusto Pinochet Ugarte |
| Luis Patricio Serre        |                         | Ind.    | febrero de 1977 - 19 de marzo de 1982          |               | Augusto Pinochet Ugarte |
| Claudio Guzmán Pérez       |                         | Ind.    | 19 de marzo de 1982 - 1984                     |               | Augusto Pinochet Ugarte |
| Hernán Ramírez Rurange     |                         | Ind.    | febrero de 1984 - febrero de 1987              |               | Augusto Pinochet Ugarte |
| Hernán Reyes Santelices    |                         | Ind.    | 1987 - diciembre de 1988                       |               | Augusto Pinochet Ugarte |
| Alberto Cooper Valencia    |                         | Ind.    | diciembre de 1988 - 7 de septiembre de 1989    |               | Augusto Pinochet Ugarte |
| Juan de Dios Peralta Marín |                         | Ind.    | 7 de septiembre de 1989 - 11 de marzo de 1990  |               | Augusto Pinochet Ugarte |
| Renán Fuentealba Moena     |                         | PDC     | 11 de marzo de 1990 - 26 de diciembre de 2001  |               | Patricio Aylwin Azócar  |
| Renán Fuentealba Moena     | Eduardo Frei Ruíz-Tagle | PDC     | 11 de marzo de 1990 - 26 de diciembre de 2001  |               |                         |
| Renán Fuentealba Moena     | Ricardo Lagos           | PDC     | 11 de marzo de 1990 - 26 de diciembre de 2001  |               |                         |
| Felipe del Río Goudie      |                         | PDC     | 26 de diciembre de 2001 - 11 de marzo de 2006  | Ricardo Lagos |                         |
| Ricardo Cifuentes Lillo    |                         | PDC     | 11 de marzo de 2006 - 11 de marzo de 2010      |               | Michelle Bachelet       |
| Sergio Gahona Salazar      |                         | UDI     | 11 de marzo de 2010 - 15 de noviembre de 2012  |               | Sebastián Piñera        |
| Mario Burlé Delva          |                         | UDI     | 15 de noviembre de 2012 - 12 de agosto de 2013 |               | Sebastián Piñera        |
| Juan Manuel Fuenzalida     |                         | UDI     | 13 de agosto de 2013 - 11 de marzo de 2014     |               | Sebastián Piñera        |
| Hanne Utreras Peyrin       |                         | PPD     | 11 de marzo de 2014 - 13 de julio de 2015      |               | Michelle Bachelet       |
| Claudio Ibáñez González    |                         | PPD     | 13 de julio de 2015 - 11 de marzo de 2018      |               | Michelle Bachelet       |
| Lucía Pinto Ramírez        |                         | UDI     | 11 de marzo de 2018 - 26 de septiembre de 2020 |               | Sebastián Piñera        |
| Pablo Herman Herrera       |                         | Ind.    | 8 de octubre de 2020 - 14 de julio de 2021     |               | Sebastián Piñera        |